# Kōdō
Kōdō (japanisch 香道, deutsch „Weg des Duftes“, auch: 香あそび, kaori asobi, etwa: „Duftspiel“) ist eine traditionelle japanische Kunst zur Wertschätzung der Düfte und des Räucherwerks in Verbindung mit speziellen Verhaltensregeln, die in der Kōdō-Zeremonie münden. Es ist unklar, ob der Daoismus oder der Konfuzianismus die erste Religion war, in der Räucherwerk Verwendung fand, aber es war in Asien genauso Mittel, um die Geister des Himmels oder Götter zu erreichen.
Kōdō umfasst alle Aspekte einer Räucherung, von den Werkzeugen (香道具, kōdōgu) bis hin zu den Aktivitäten wie den Kōdō-Duftspielen, von denen man zwei Arten unterscheiden kann: zum einen das kumikō (組香), wie das genjikō (源氏香) und zum anderen das monkō (聞香). Kōdō ist eine der drei klassischen japanischen Künste der Verfeinerung, zusammen mit Kadō (Ikebana) als der Kunst des Blumensteckens und Sadō als der Kunst des Tees bzw. der Teezeremonie.

## Kōdō-Zeremonie

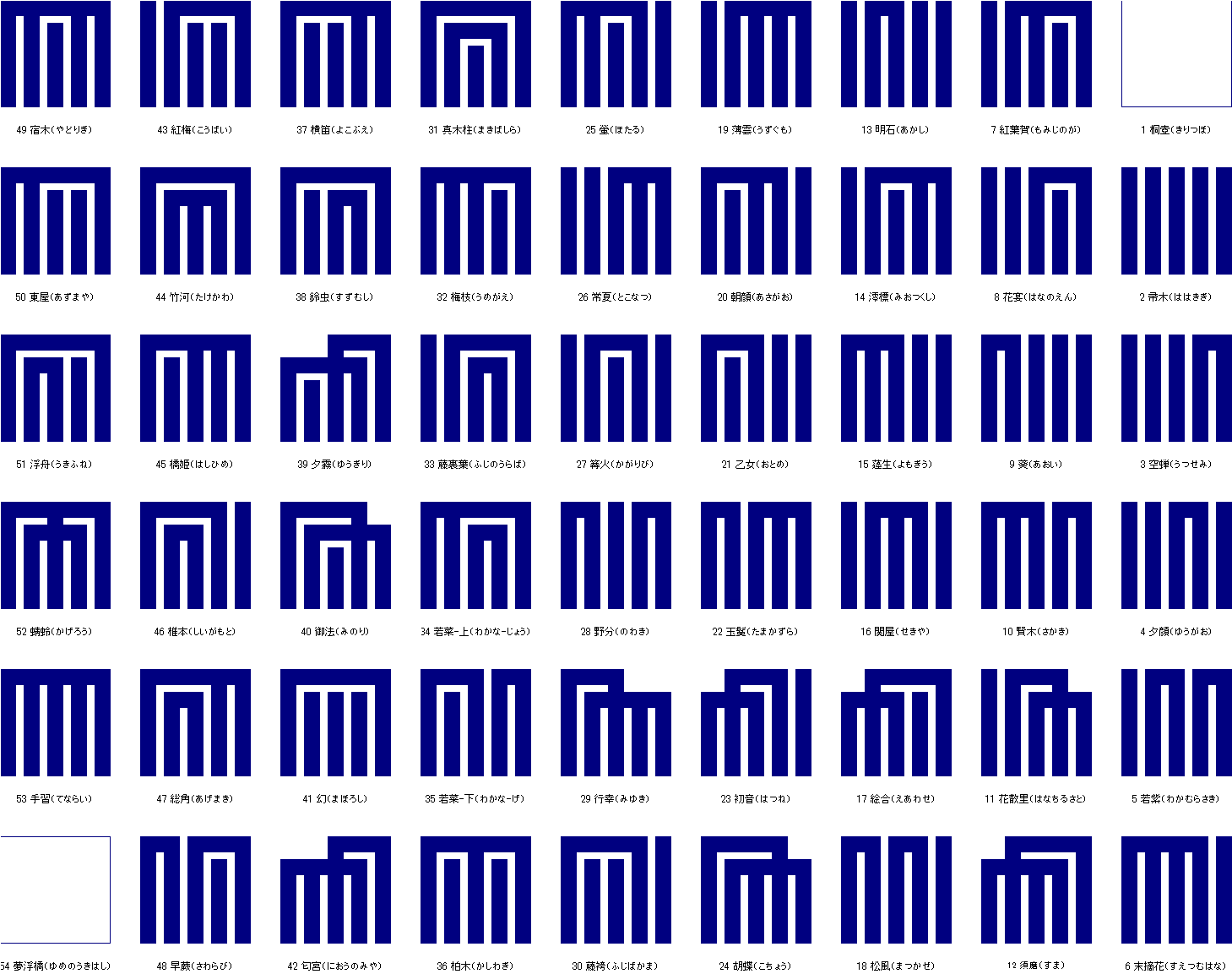
Das Genjikō-Diagramm zeigt 52 mögliche Übereinstimmungen von fünf Düften, die erraten werden sollen

Die Kōdō-Zeremonie entstand im 14. Jahrhundert (der Muromachi-Zeit) und steht in ihrer zugrundeliegenden Philosophie dem Zen-Buddhismus nahe. Kōdō wurde erneut in der Edo-Zeit populär. Im Verlauf der Zeremonie „lauschen“ der Zeremonienmeister (bzw. Gastgeber) und dessen Gäste gemeinsam dem „Klang des Duftes“. Im Laufe der Zeit haben sich unterschiedliche Arten der Zeremonie herausgebildet, von denen manche einen recht spielerischen Charakter besitzen. So gibt es einige Arten, bei dem die Teilnehmer des Rituals erraten müssen, welche Düfte verbrannt werden (z. B. beim kumikō oder dem genjikō).

## Benötigte Ausrüstung

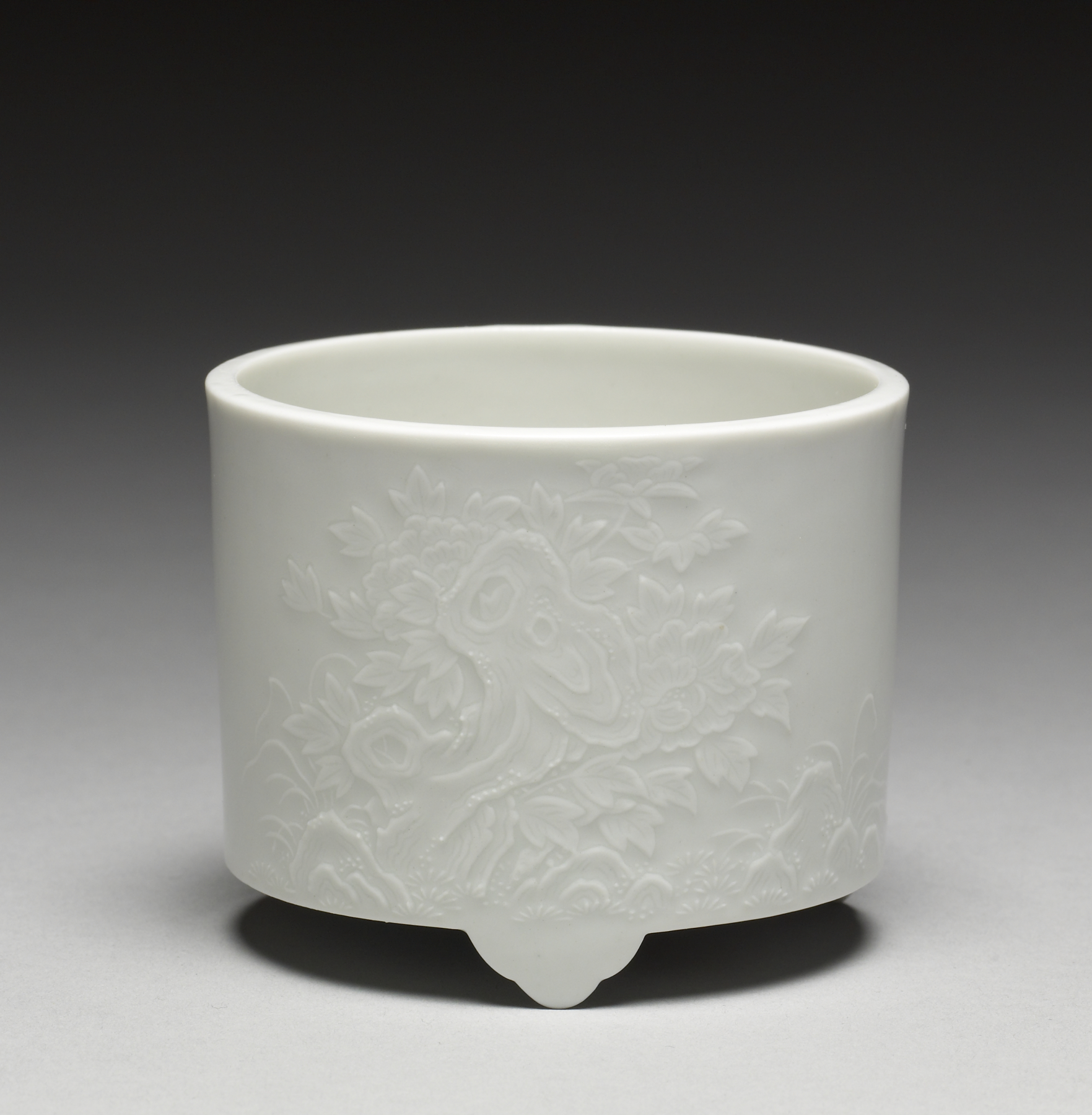
Historischer Räucherbecher aus Porzellan, ca. 1800

Die Räucher-Utensilien oder -Ausrüstung wird als kōdōgu (香道具) bezeichnet. Eine Reihe solcher kōdōgu stehen zur Auswahl, die es in verschiedenen Stilen und mit vielen Motiven für die unterschiedlichen Ereignisse und Jahreszeiten gibt. Alle Werkzeuge für die Räucherzeremonie werden mit großer Sorgfalt behandelt. Sie werden gewissenhaft vor und nach jedem Gebrauch und vor der Lagerung gereinigt. Ähnlich wie die Gegenstände und Werkzeuge in der japanischen Teezeremonie verwendet, stellt ihre Benutzung eine hohe Kunst dar.
Im Folgenden sind einige der wichtigsten Komponenten aufgezählt:
- Räucherbecher (香炉, kōrō)
- weiße Asche
- Holzkohle
- Asche-Presse
- Pinzette (銀葉挟, ginyō hasami)
- Metall-Stäbchen
- Metallzangen
- Federn
- Papier